# Luc Sanders
Luc Sanders (Brugge, 1945. október 6. –) Európa-bajnoki bronzérmes belga labdarúgó, kapus, edző.
Részt vett az 1972-es belgiumi Európa-bajnokságon.

## Sikerei, díjai
Belgium
- Európa-bajnokság
  - bronzérmes: 1972, Belgium

 Club Brugge KV
- Belga bajnokság
  - bajnok: 1972–73
- Belga kupa
  - győztes: 1970